# Tempelj Izide in Serapisa
Tempelj Izide in Serapisa je bil dvojni tempelj v Rimu, namenjen egiptovskim božanstvom Izidi in Serapisu na Marsovem polju, neposredno vzhodno od Saepta Julie. Tempelj Izide, Iseum Campense, je stal čez trg iz Serapeuma, posvečenega Serapisu. Ostanki Serapisovega templja so zdaj pod cerkvijo Santo Stefano del Cacco,  Izidin tempelj leži severno od njega, vzhodno od Santa Maria sopra Minerva . Oba templja sta sestavljala kombinacijo egiptovskega in helenističnega arhitekturnega sloga . Velik del umetnin, ki so krasile templja, so uporabljale motive, ki so spominjale na Egipt in so vsebovale več resnično egiptovskih predmetov, kot so para obeliskov v rdečem ali roza granitu iz Asuana. 

## Zgodovina
Kult je bil verjetno predstavljen v Rimu v 2. stoletju pr. n. št., kar potrjujeta dva napisa, odkrita na Kapitolskam griču, ki omenjata duhovnike Isis Capitolina. [4] Kasij Dion poroča, da je senat leta 53 pr. n. št. odredil uničenje vseh zasebnih svetišč znotraj pomeriuma, namenjenih egiptovskim bogovom; drugi triumvirat leta 43 pr. n. št. je imenoval nov tempelj Serapisa in Izide. Represivne ukrepe proti egiptovskim kultom je leta 28 pr. n. št. sprejel Avgust, Agripa leta 21 pr. n. št., in Tiberij , ki leta 9. n. št. ubije duhovnike boginje in kultni kip vrže v Tibero.
Kult je bil uradno ponovno nameščen nekje med vladanjem Kaligule leta 65 in se je še naprej izvajal do konca poznega cesarskega obdobja, ko so bili vsi poganski kulti prepovedani in je krščanstvo postalo državna vere rimskega imperija.
Natančen datum izgradnje svetišča na Marsovem polju ni znan, vendar je bilo predlagano, da je bil zgrajen kmalu po glasovanju Triumvirata leta 43 pr. n. št., med letoma 20 in 10 pr. n. št. ali v času vladavine Kaligule. (37-41 n. št.). Celoten kompleks je ponovno zgradil Domicijan po njegovem uničenju v velikem požaru leta 80,  kasneje pa ga je obnovil Aleksander Sever. Če bi se uporabljal v 4. stoletju, bi bil zaprt med preganjanjem poganov v poznem rimskem cesarstvu.
Požar v 5. stoletju je prepustil strukturo propadanju, zadnji ostanki so bili verjetno uničeni v naslednjih stoletjih, čeprav so se nekateri deli (na primer dva vhodna loka) ohranili do srednjega veka. 

## Postavitev in arhitektura
Juvenal omenja, da je tempelj ob Saepta Juliji, postavitev, ki jo potrjuje upodobitev Forme Urbis Romae, ki prikazuje južni del, ki obsega polkrožno apsido z več eksedrami, in dvorišče, obdano s portiki na severni in južni strani, z vhodom na vzhod.
Težje je zbrati natančnejše podatke o prvotnem izgledu svetišča, saj so njegove poznejše zgradbe popolnoma izbrisale arhitekturo in spremembe območja. Splošno sprejeta rekonstrukcija predlaga, da je celotno območje pravokotnik velikosti približno 220 x 70 metrov, ki je obsegal izvire, obeliske in egiptovske kipe, skupaj z majhnim templjem Izide v severnem delu. Bilo je razdeljeno na tri dele: v središču je bilo pravokotno območje, do katerega so dostopali skozi monumentalne oboke; sledil je nepokrit kvadrat, ki so ga krasili pari asuanskega rdečega granita in sfinge, v središču katerega je stal tempelj; polkrožna eksedra z apsido je domnevno imela serapeum, na katerem danes stoji cerkev Santo Stefano del Cacco.
Med obeliski, ki so krasili kompleks, so še vedno vidni obelisk Panteon, obelisk Minerve in obelisk Monumento ai Caduti di Dogali ter obelisk Amfiteatra v vrtovih Boboli v Firencah; manjšega morda danes najdemo v Urbinu.

## Opis
Edini znani upodobitvi svetišča, razen načrta na Formi Urbis, so štirje denariji, kovani med vladanjem Vespazijana in Domicijana. Najzgodnejši kovanec prikazuje majhen korintski tempelj na ploščadi, z egipčanskim arhitravom s solarnim diskom in ureusom na vrhu, ki prikazuje Izido-Sopdet pri jahanju psa Sirija; v okvirju iz stebrov je bil kulten kip boginje znotraj cele . V kasnejši izdaji je tempelj nekoliko drugačen, ima ravno streho, vendar pa prisotnost identičnega kultnega kipa omogoča identifikacijo z istim templjem. Drugi kovanec prikazuje tetrastilni tempelj na ploščadi z ravnim vrhom in podobno strukturo s pedimentom, ki se interpretira kot tempelj Serapisa. V zadnjem denariju je upodobljen trikotni lok, ki bi lahko bile propileje svetišča.  Podoben lok z napisom ARCVS AD ISIS je prisoten v enem od reliefov mavzoleja Haterii iz 2. stoletja. Ta struktura je bila identificirana z Arco di Carmigliano, ki je nekoč stal čez Via Labicano in razstavljen leta 1595, kar bi predstavljalo vzhodni vhod v svetišče, ki ga je zgradil Vespazijan. Predlagano je bilo tudi, da bi bilo območje dostopno z zahoda skozi kvadratni lok, ki ga je zgradil Hadrijan , zdaj del apside cerkve Santa Maria sopra Minerva. 

## Arheološke najdbe
Na tem območju je bilo odkritih več Aegyptiaca, ki bi morda prišle iz svetišča. Med njimi so štirje pari obeliskov: Panteonski obelisk, tisti v Vili Celimontani, obelisk na Piazza della Minerva, tisti na spomeniku bitki pri Dogali, in en na vodnjaku štirih rek na Piazza Navona; en obelisk je pokopan v bližini cerkve San Luigi dei Francesi; nazadnje sto še dva prinesli po antiki izven Rima: eden je v vrtovih Boboli (Firence) in eden v Urbinu. Med druge artefakte sodi tudi Madama Lucrezia, ki jo nekateri znanstveniki štejejo za del okrasitve svetišča ali pediment Izidinega templja , marmorna noga, ki je soimenjak Via del Piè di Marmo; trije stebri s frizi, ki predstavljajo egiptovske duhovnike; več lotosovih kapitelov v egiptovskem slogu ; Pinecone – storž - vatikanskega muzeja; kip Nila v Vatikanskih muzejih in kip reke Tibere z Romulom in Remom; kip Tota kot pavijana in morda kipi levov, ki zdaj krasijo Fontano dell'Acqua Felice in stopnišče, ki vodi na Piazza del Campidoglio in kip mačke v sosednji ulici Via della Gatta, skupaj z Bembinovo tablo.

## Kultni kip
Predlagano je bilo, da je bil kultni kip Izide podoben tistemu, ki je trenutno v Kapitolskih muzejih, na podlagi upodobitev kipa, ki je bil najden na kovancih. 
Drugi možni ostanki kultnega kipa iz svetišča so glava Serapisa v Kapitolskih muzejih in kip Kerberja v Villi Albani. 

## Drugo branje
- Häuber, Chrystina and Franz Xaver Schütz. "The Sanctuary Isis et Serapis in Regio III in Rome: Preliminary Reconstruction and Visualization of the ancient Landscape using 3/4D-GIS-Technology." Bollettino di Archeologia Online 2008  Arhivirano 2017-12-01 na Wayback Machine.
- Lembke, Katja. Das Iseum Campense in Rom : Studie über den Isiskult unter Domitian (in German). Verlag Archäologie und Geschichte, 1994.
- Lollio Barberi, Olga; Parola, Gabriele; Toti, Maria Pamela. Le antichità egiziane di Roma imperiale (in Italian). Istituto Poligrafico e Zecca dello Stato, 1995.